# هان رونجزي
هان رونجزي (بالصينية: 韩镕泽) (15 يناير 1993 بشنيانغ في الصين - ) هو لاعب كرة قدم صيني في مركز حراسة المرمى.

## وصلات خارجية
- هان رونجزي على موقع قاعدة بيانات كرة القدم.إي يو (الإنجليزية)
- هان رونجزي على موقع Soccerway.com (الإنجليزية)
- هان رونجزي على موقع اللجنة الأولمبية الصينية (الإنجليزية)